# Scharfrichterhaus (Passau)

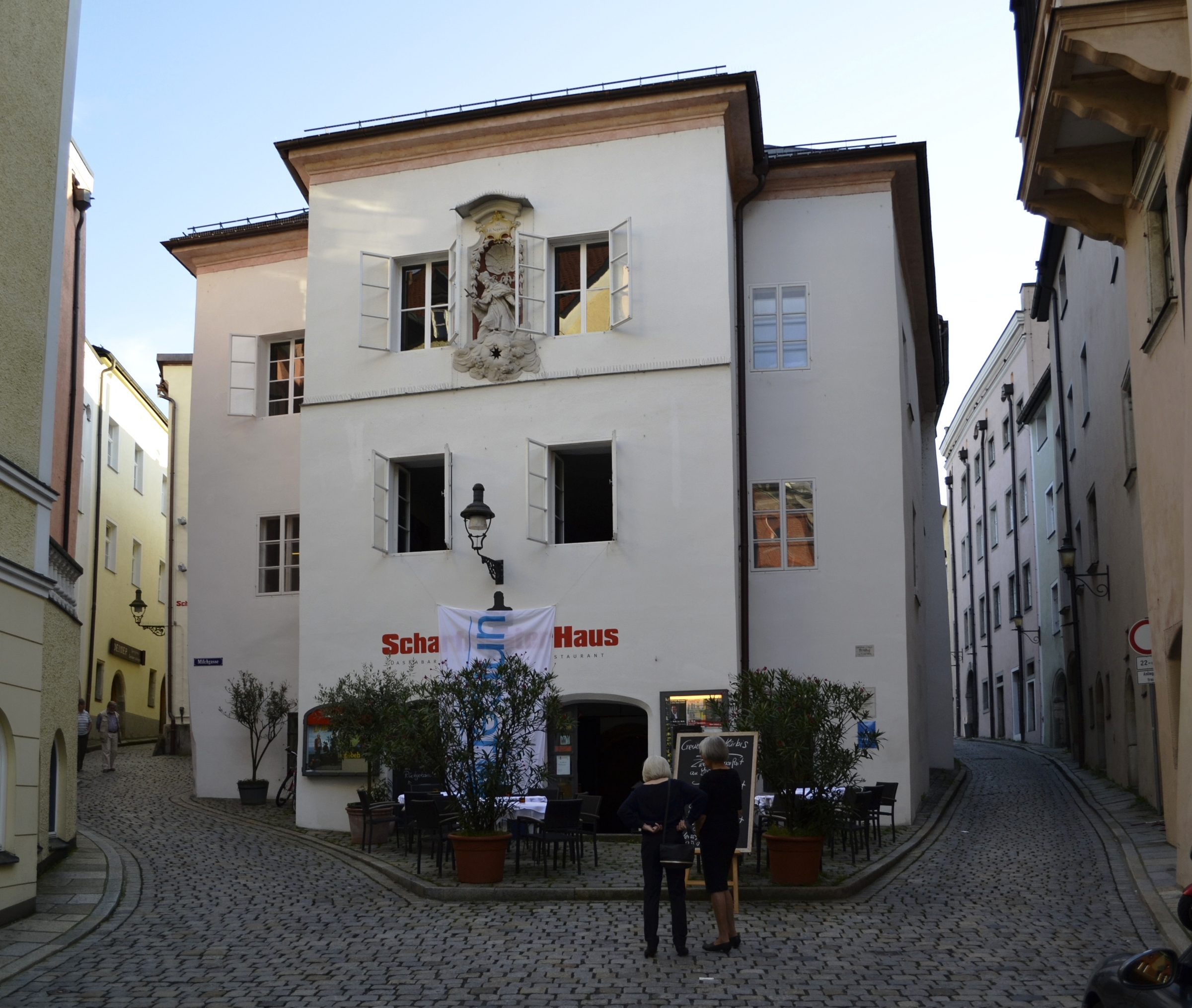
ScharfrichterHaus in der Milchgasse in Passau

Das Scharfrichterhaus (Eigenschreibweise: ScharfrichterHaus) ist ein Kleinkunsttheater in Passau, das als Bühne für politisches Kabarett bundesweit bekannt wurde. Klaus Reichold nennt es in seinem Buch Heimatkunde Bayern „eine der namhaftesten Talentschmieden des deutschen Kabaretts“.

## Geschichte
Seinen historischen Namen verdankt das Haus in der Milchgasse einer Legende, der zufolge  dort seinerzeit der Scharfrichter von Passau gewohnt habe. Ab 1611 wurden vom Passauer Scharfrichter Kaspar Neidhart kleine Zettel hergestellt, die unverwundbar machen sollten. Insbesondere unter Soldaten im Dreißigjährigen Krieg fand dieser Aberglaube breite Verwendung, was als „Passauer Kunst“ in die Geschichte einging. Zuvor befand sich in dem Gebäude vom 13. bis 15. Jahrhundert bereits das gefürchtete „Prislig“-Gefängnis.
Das ursprüngliche Haus fiel jedoch dem Stadtbrand von 1662 zum Opfer, so dass das heutige Gebäude nur noch symbolisch als Scharfrichterhaus betrachtet werden kann.
In den 1970er Jahren stand die Stadt Passau unter starkem Einfluss durch die konservativen Kräfte der CSU, des Bistums Passau und der Passauer Neuen Presse (PNP). Deshalb formierte sich in Passau als Gegenkultur eine Bewegung des politischen Kabaretts, an deren Spitze die Kabarettisten Bruno Jonas und Siegfried Zimmerschied standen. Im März 1977 wurde das Scharfrichterhaus von Walter Landshuter (* 1945) und Edgar Liegl (1939–2024) mit der Bühne im Kellergewölbe des Hauses in der Milchgasse eröffnet. Die Aufführung des Kabarettstücks „Die Himmelskonferenz“ von Jonas und Zimmerschied sorgte in Passau für einen Eklat und machte das Scharfrichterhaus über Nacht bekannt. Der Chefredakteur der PNP verhängte eine Nachrichtensperre über die Kabarett-Veranstaltungen, der Generalvikar des Bistums erstattete Anzeige wegen Gotteslästerung und die Stadt Passau erließ Aufführungsverbote. Auch Ottfried Fischer trat dort in seinen Anfängen als Kabarettist auf. Das Passauer Scharfrichterhaus war, so die Neue Zürcher Zeitung, „die Wiedergeburt des politischen Kabaretts in Bayern und darüber hinaus“.
Seitdem hat es sich zu einer bedeutenden Jazz- und Kabarettbühne in Deutschland entwickelt. 1979 feierten die Passauer Kabaretttage, ein Festival für Kleinkunst, Theater, Musik und Kabarett, Premiere. Seit 1983 wird in diesem Rahmen vom Scharfrichterhaus, in Zusammenarbeit mit dem Bayerischen Rundfunk und der Münchener Abendzeitung, der Kabarettpreis ScharfrichterBeil verliehen, der anfangs auf Künstler aus dem bayerischen Raum und Österreich beschränkt sein sollte. Dieser Nachwuchspreis diente schon vielen Kabarettisten, wie dem jungen Hape Kerkeling, als Sprungbrett für ihre Karriere.
Mittlerweile sind die Differenzen zwischen der Stadt und dem Haus beigelegt. Das Scharfrichterhaus ist im Passauer Kulturleben integriert und als eine Institution in der heutigen Kabarettszene allgemein anerkannt. Im Juni 2013 traf das Hochwasser auch das Passauer Scharfrichterhaus schwer, einige Monate lang mussten die Wände austrocknen. Der Spielbetrieb wurde deshalb mehrere Monate lang in Außenspielstätten verlagert.
Seit 1987 befindet sich in dem Gebäude zusätzlich noch das Scharfrichterkino, in dem vor allem alternative Filmkunst eine Plattform findet. Es wird von einem lokalen Kinobetreiber geleitet. Das Kino hat 74 Sitzplätze und eine aufgrund der Raumkonstruktion an den oberen Ecken abgeschnittene Leinwand. 2002 wurde das Kino vom FilmFernsehFonds Bayern als „ausgezeichnetes Kino“ prämiert.